# Дарко Живановић
Дарко Живановић (25. фебруар 1987; Крагујевац, СР Србија) је српски атлетичар чија специјалност је маратон и трка на 3.000 метара са препрекама.
Атлетску каријеру започео је 2006. у Радничком из Крагујевца базирајући се на трке на 400 и 800 метара, а деонице су се из године у годину повећавала, постао је репрезентативац у кросу па затим и на 3.000 м стиплчез. Прву маратонску трку истрчао је у Подгорици 2009. у времену 2:22,36. 
На маратону у Ротердаму (Холандија) одржаном 15. априла 2012. истрчао је маратонску стазу у времену 2:17:10 које му је донело 27 место у коначном поретку и Б олимпијску норму и наступ на Летњим олимпијским играма 2012. у Лондону. Учествовао је на Олимпијским играма у Лондону 2012. где се такмичио у маратону, али није завршио трку.

## Лични рекорди
| Дисциплина    | Резултат | Датум          | Место                     |
| ------------- | -------- | -------------- | ------------------------- |
| 3.000 м стипл | 8:54,85  | 13. јун 2010.  | Сремска Митровица, Србија |
| Маратон       | 2:17:10  | 15. април 2012 | Ротердам, Холандија       |